# Nordische Skiweltmeisterschaften 2007

Die 46. Nordischen Skiweltmeisterschaften fanden vom 22. Februar bis 4. März 2007 in der japanischen Stadt Sapporo statt, welche am 6. Juni 2002 während des 43. FIS-Kongresses in Portorož, Slowenien zum WM-Austragungsort gewählt worden war. Sapporo war 1972 Austragungsort der Olympischen Winterspiele, deren nordische Wettbewerbe gleichzeitig als Weltmeisterschaften gewertet wurden.

## Wettbewerbe

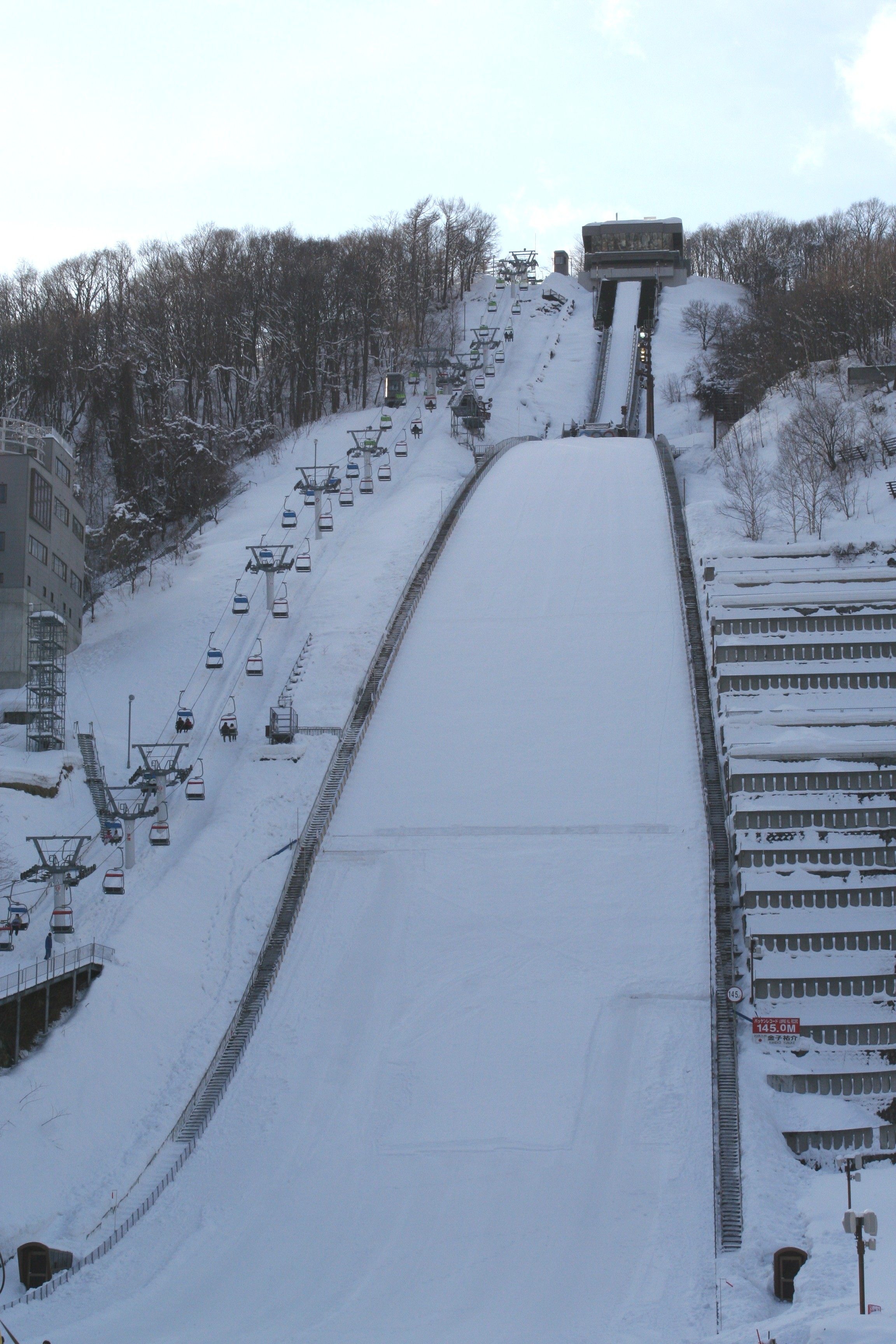
Ōkurayama-Skisprungschanze

Es gab achtzehn Wettkämpfe, davon zwölf im Skilanglauf, drei Skispringen und drei in der Nordischen Kombination. Im Skispringen wurde die Teamkonkurrenz von der Normalschanze wieder aus dem Programm genommen, sodass es einen Wettbewerb weniger gab als bei den letzten Weltmeisterschaften in Oberstdorf.
Die Langlaufrennen fanden in Shirahatayama statt, das Skispringen von der Normalschanze auf der Miyanomori-Schanze, das Springen von der Großschanze auf der Ōkurayama-Schanze. Zum ersten Mal in der Geschichte führte ein Teil der Sprint-Langlaufstrecken durch eine Halle, den Sapporo Dome.
Weiterhin gab es Frauenwettbewerbe nur im Langlauf. Das änderte sich allerdings bei den kommenden Weltmeisterschaften in Liberec, als das Skispringen zunächst mit einer Disziplin auch für Frauen ins Wettkampfprogramm kam.

## Sportliche Erfolge
Norwegen war mit fünf WM-Titeln wie fast immer in den letzten Jahren erfolgreichste Nation. Finnland kam ebenfalls auf fünf Titel, hatte aber deutlich weniger Silber- und Bronzemedaillen. Dann gab es eine ziemlich große Lücke zum nächst erfolgreichen Land: Deutschland folgte mit zwei WM-Titeln.
Besonders stark präsentierte sich bei den Langläuferinnen die Finnin Virpi Kuitunen, die im Langlauf dreimal Gold sowie einmal Bronze gewann. Ihre Landsfrau Riitta-Liisa Roponen errang im Langlauf zwei WM-Titel. Bei den Männern holten sich mit den beiden Norwegern Odd-Bjørn Hjelmeset (Langlauf) und Lars Berger (Langlauf) – von Hause aus Biathlet – sowie dem Finnen Hannu Manninen (Nordische Kombination) gleich drei Sportler jeweils zwei Goldmedaillen. Auch der Schweizer Simon Ammann (Skispringen) und der Deutsche Ronny Ackermann (Nordische Kombination) überzeugten mit je einem WM-Titel und einem zweiten Platz. Auf dieselbe Bilanz kamen die beiden Langläuferinnen Kateřina Neumannová, Tschechien und Olga Sawjalowa, Russland.

## Doping
Diese Weltmeisterschaften wurden überschattet von zahlreichen Dopingfällen mit nachfolgend ausgesprochenen Disqualifikationen.
- Johannes Eder, Österreich – Zusammen mit weiteren Landsleuten wurde Johannes Eder wegen unerlaubter Dopingpraktiken lebenslang von der Teilnahme an Olympischen Spielen ausgeschlossen. Auch an FIS-Veranstaltungen durfte er für zwei Jahre nicht teilnehmen. Die positiven Dopingbefunde ergaben sich bei Nachkontrollen der Tests von den Olympischen Winterspielen 2006. Eders hier in Sapporo erzielte Resultate wurden gestrichen.[1] Betroffen von der Resultatsannulllierung waren seine Ergebnisse über 15 km Freistil, im 30 km Skiathlon und im Rennen über 50 km.
- Jürgen Pinter, Österreich – Wie Johannes Eder wurde Jürgen Pinter zusammen mit weiteren Landsleuten wegen unerlaubter Dopingpraktiken für zwei Jahre von der Teilnahme an FIS-Veranstaltungen ausgeschlossen, nachdem es positive Dopingbefunde bei Nachkontrollen der Tests von den Olympischen Winterspielen 2006 gegeben hatte. Pinters hier erzielte Resultate wurden gestrichen.[1] Betroffen von der Resultatsannulllierung waren seine Ergebnisse im Teamsprint, über 15 km Freistil, im Rennen über 50 km sowie in der 4 × 10-km-Staffel.
- Martin Tauber, Österreich – Auch Martin Tauber wurde wie Johannes Eder und Jürgen Pinter zusammen mit weiteren Landsleuten wegen unerlaubter Dopingpraktiken für zwei Jahre von der Teilnahme an FIS-Veranstaltungen ausgeschlossen. Auch für ihn hatten sich bei Nachkontrollen der Tests von den Spielen 2006 positive Dopingbefunde ergeben. Taubers hier erzielte Resultate wurden gestrichen.[1] Betroffen von der Resultatsannulllierung waren seine Ergebnisse im Rennen über 50 km sowie in der 4 × 10-km-Staffel.
- Jewgeni Koschewoi, Kasachstan – Zusammen mit einem Landsmann und einem russischen Sportler wurde Jewgeni Koschewoi bei Kontrollen außerhalb von Wettbewerben positiv auf erhöhte Testosteronwerte getestet. Dies zog eine zweijährige Sperre und die Aberkennung von Ergebnissen nach sich. Davon betroffen waren auch Koschewois Resultate bei diesen Weltmeisterschaften.[2] Aberkannt wurden seine Ergebnisse im Sprint, im Teamsprint und über 15 km Freistil.
- Sergei Schirjajew, Kasachstan – Kurz vor den Weltmeisterschaften von Sapporo war der Athlet bei Kontrollen des Dopings mittels Erythropoetin (EPO) überführt worden. Im März 2007 wurde er für zwei Jahre gesperrt, seine bei diesen Weltmeisterschaften erzielten Resultate wurden gestrichen.[3] Betroffen von der Resultatsannulllierung waren Schirjajews Ergebnisse im Sprint. über 15 km Freistil und im 30 km Skiathlon.
- Andrei Kondryschew, Kasachstan – Sein bei diesen Weltmeisterschaften erzieltes Ergebnis im Rennen über 50 km wurde ihm wegen Verstoßes gegen die Antidopingbestimmungen aberkannt.[4]

## Teilnehmer
49 Länder traten bei den Welttitelkämpfen an (in Klammern Anzahl Sportler):
- Andorra (1)
- Armenien (5)
- Äthiopien (1)
- Australien (8)
- Belgien (1)
- Brasilien (3)
- Bulgarien (2)
- Volksrepublik China (11)
- Dänemark (1)
- Deutschland (26)
- Estland (13)
- Finnland (29)
- Frankreich (19)
- Griechenland (5)
- Irland (1)
- Israel (2)
- Italien (19)
- Japan (24)
- Kanada (18)
- Kasachstan (28)
- Kenia (10)
- Kirgisistan (2)
- Kroatien (2)
- Lettland (3)
- Liechtenstein (1)
- Litauen (1)
- Luxemburg (1)
- Neuseeland (3)
- Norwegen (33)
- Österreich (22)
- Polen (8)
- Portugal (1)
- Mazedonien (4)
- Rumänien (2)
- Russland (32)
- Schweden (18)
- Schweiz (22)
- Slowakei (8)
- Slowenien (15)
- Spanien (2)
- Südafrika (1)
- Südkorea (6)
- Tschechien (8)
- Türkei (3)
- Ungarn (5)
- Ukraine (14)
- Vereinigtes Königreich (1)
- Vereinigte Staaten (19)
- Belarus (12)

## Legende
Kurze Übersicht zur Bedeutung der Symbolik – so üblicherweise auch in sonstigen Veröffentlichungen verwendet:
| DOP | wegen Dopingvergehens disqualifiziert |
| LPD | überrundet (lapped)                   |
| *   | gestürzt                              |

## Medaillenspiegel
| Platz | Nation             | Gold | Silber | Bronze | Gesamt |
| ----- | ------------------ | ---- | ------ | ------ | ------ |
| 01    | Norwegen           | 5    | 4      | 7      | 16     |
| 02    | Finnland           | 5    | 1      | 2      | 8      |
| 03    | Deutschland        | 2    | 4      | 3      | 9      |
| 04    | Russland           | 1    | 3      | 0      | 4      |
| 05    | Tschechien         | 1    | 1      | 1      | 3      |
| 06    | Schweiz            | 1    | 1      | 0      | 2      |
| 07    | Italien            | 1    | 0      | 2      | 3      |
| 08    | Österreich         | 1    | 0      | 1      | 2      |
| 09    | Polen              | 1    | 0      | 0      | 1      |
| 10    | Schweden           | 0    | 1      | 1      | 2      |
| 11    | Slowenien          | 0    | 1      | 0      | 1      |
| 11    | Vereinigte Staaten | 0    | 1      | 0      | 1      |
| 11    | Belarus            | 0    | 1      | 0      | 1      |
| 14    | Japan              | 0    | 0      | 1      | 1      |

| Platz | Sportler              | Gold | Silber | Bronze | Gesamt |
| ----- | --------------------- | ---- | ------ | ------ | ------ |
| 01    | Odd-Bjørn Hjelmeset   | 2    | 0      | 0      | 2      |
| 01    | Lars Berger           | 2    | 0      | 0      | 2      |
| 01    | Hannu Manninen        | 2    | 0      | 0      | 2      |
| 04    | Simon Ammann          | 1    | 1      | 0      | 2      |
| 04    | Ronny Ackermann       | 1    | 1      | 0      | 2      |
| 06    | Eldar Rønning         | 1    | 0      | 1      | 2      |
| 06    | Anssi Koivuranta      | 1    | 0      | 1      | 2      |
| 06    | Thomas Morgenstern    | 1    | 0      | 1      | 2      |
| 09    | Axel Teichmann        | 1    | 0      | 0      | 1      |
| 09    | Jens Arne Svartedal   | 1    | 0      | 0      | 1      |
| 09    | Adam Małysz           | 1    | 0      | 0      | 1      |
| 09    | Renato Pasini         | 1    | 0      | 0      | 1      |
| 09    | Cristian Zorzi        | 1    | 0      | 0      | 1      |
| 09    | Petter Northug        | 1    | 0      | 0      | 1      |
| 09    | Janne Ryynänen        | 1    | 0      | 0      | 1      |
| 09    | Jaakko Tallus         | 1    | 0      | 0      | 1      |
| 09    | Wolfgang Loitzl       | 1    | 0      | 0      | 1      |
| 09    | Gregor Schlierenzauer | 1    | 0      | 0      | 1      |
| 09    | Andreas Kofler        | 1    | 0      | 0      | 1      |
| 20    | Wassili Rotschew      | 0    | 2      | 0      | 2      |
| 21    | Tobias Angerer        | 0    | 1      | 1      | 2      |
| 21    | Magnus Moan           | 0    | 1      | 1      | 2      |
| 21    | Björn Kircheisen      | 0    | 1      | 1      | 2      |
| 21    | Roar Ljøkelsøy        | 0    | 1      | 1      | 2      |
| 25    | Leanid Karnijenka     | 0    | 1      | 0      | 1      |
| 25    | Mats Larsson          | 0    | 1      | 0      | 1      |
| 25    | Frode Estil           | 0    | 1      | 0      | 1      |
| 25    | Bill Demong           | 0    | 1      | 0      | 1      |
| 25    | Harri Olli            | 0    | 1      | 0      | 1      |
| 25    | Nikolai Morilow       | 0    | 1      | 0      | 1      |
| 25    | Nikolai Pankratow     | 0    | 1      | 0      | 1      |
| 25    | Alexander Legkow      | 0    | 1      | 0      | 1      |
| 25    | Jewgeni Dementjew     | 0    | 1      | 0      | 1      |
| 25    | Sebastian Haseney     | 0    | 1      | 0      | 1      |
| 25    | Tino Edelmann         | 0    | 1      | 0      | 1      |
| 25    | Tom Hilde             | 0    | 1      | 0      | 1      |
| 25    | Anders Bardal         | 0    | 1      | 0      | 1      |
| 25    | Anders Jacobsen       | 0    | 1      | 0      | 1      |
| 39    | Jens Filbrich         | 0    | 0      | 1      | 1      |
| 39    | Pietro Piller Cottrer | 0    | 0      | 1      | 1      |
| 39    | Milan Šperl           | 0    | 0      | 1      | 1      |
| 39    | Dušan Kožíšek         | 0    | 0      | 1      | 1      |
| 39    | Martin Larsson        | 0    | 0      | 1      | 1      |
| 39    | Mathias Fredriksson   | 0    | 0      | 1      | 1      |
| 39    | Marcus Hellner        | 0    | 0      | 1      | 1      |
| 39    | Anders Södergren      | 0    | 0      | 1      | 1      |
| 39    | Håvard Klemetsen      | 0    | 0      | 1      | 1      |
| 39    | Espen Rian            | 0    | 0      | 1      | 1      |
| 39    | Petter Tande          | 0    | 0      | 1      | 1      |
| 39    | Shōhei Tochimoto      | 0    | 0      | 1      | 1      |
| 39    | Takanobu Okabe        | 0    | 0      | 1      | 1      |
| 39    | Daiki Itō             | 0    | 0      | 1      | 1      |
| 39    | Noriaki Kasai         | 0    | 0      | 1      | 1      |

| Platz | Sportlerin              | Gold | Silber | Bronze | Gesamt |
| ----- | ----------------------- | ---- | ------ | ------ | ------ |
| 01    | Virpi Kuitunen          | 3    | 0      | 1      | 4      |
| 02    | Riitta-Liisa Roponen    | 2    | 0      | 0      | 2      |
| 03    | Kateřina Neumannová     | 1    | 1      | 0      | 2      |
| 03    | Olga Sawjalowa          | 1    | 1      | 0      | 2      |
| 05    | Astrid Jacobsen         | 1    | 0      | 2      | 3      |
| 06    | Aino-Kaisa Saarinen     | 1    | 0      | 0      | 1      |
| 06    | Pirjo Manninen          | 1    | 0      | 0      | 1      |
| 08    | Evi Sachenbacher-Stehle | 0    | 2      | 0      | 2      |
| 08    | Claudia Künzel-Nystad   | 0    | 2      | 0      | 2      |
| 10    | Kristin Størmer Steira  | 0    | 1      | 2      | 3      |
| 11    | Petra Majdič            | 0    | 1      | 0      | 1      |
| 11    | Stefanie Böhler         | 0    | 1      | 0      | 1      |
| 11    | Viola Bauer             | 0    | 1      | 0      | 1      |
| 14    | Marit Bjørgen           | 0    | 0      | 2      | 2      |
| 15    | Arianna Follis          | 0    | 0      | 1      | 1      |
| 15    | Therese Johaug          | 0    | 0      | 1      | 1      |
| 15    | Vibeke Skofterud        | 0    | 0      | 1      | 1      |

## Resultate Langlauf Männer

### Sprint klassisch

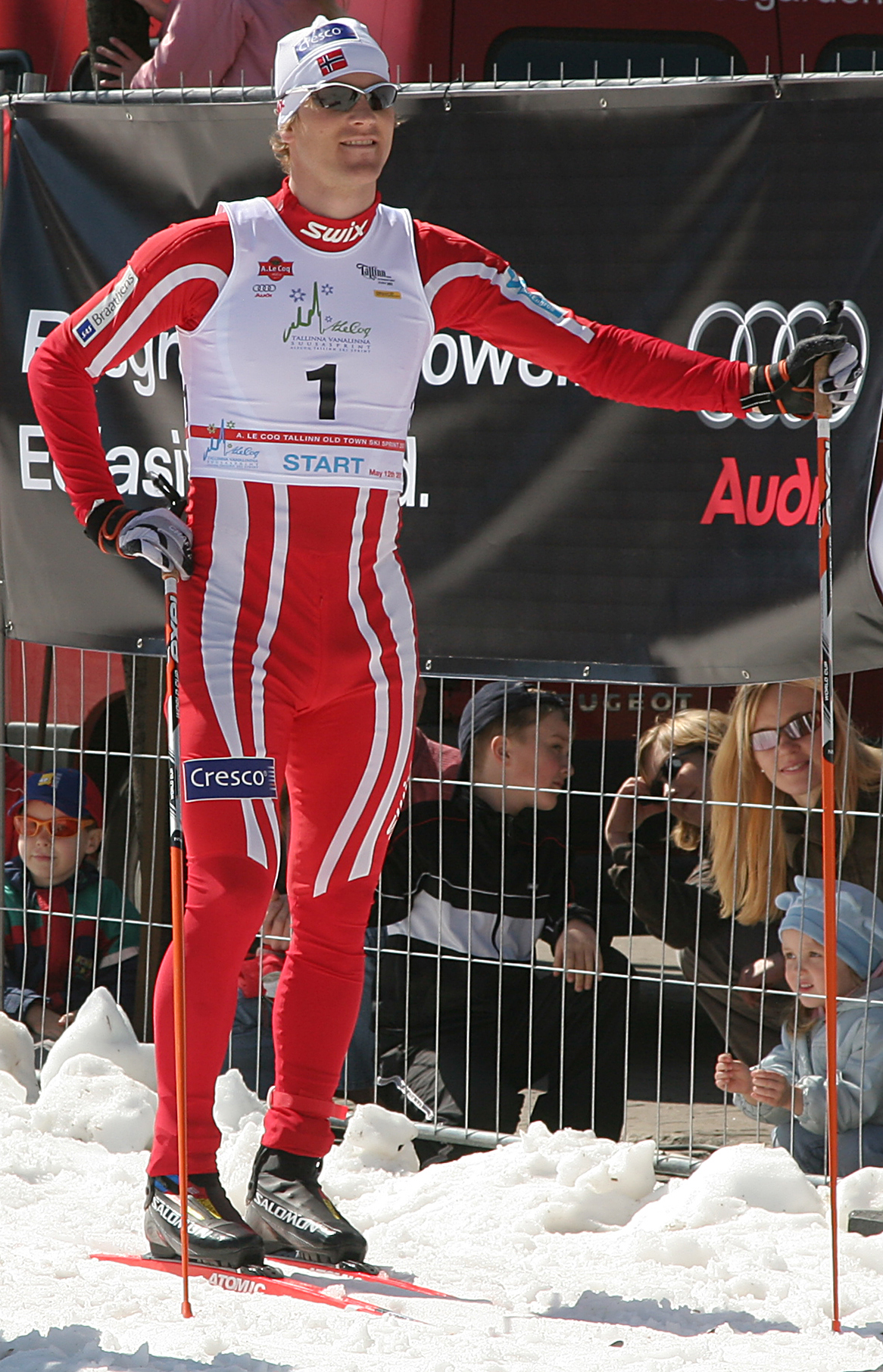
Sprintweltmeister Jens Arne Svartedal

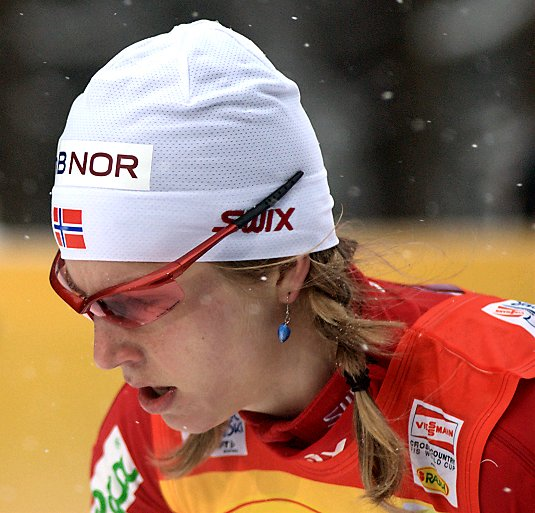
Astrid Jacobsen gewann den Sprint der Frauen

| Platz | Sportler            |
| ----- | ------------------- |
| 1     | Jens Arne Svartedal |
| 2     | Mats Larsson        |
| 3     | Eldar Rønning       |
| 4     | Björn Lind          |
| 5     | Andrew Newell       |
| 6     | Emil Jönsson        |
| 7     | Odd-Bjørn Hjelmeset |
| 8     | Wassili Rotschew    |
| 9     | Matias Strandvall   |
| 10    | Janusz Krężelok     |
| …     | …                   |
| 28    | Thomas Stöggl       |
| 41    | Harald Wurm         |
| 45    | Martin Stockinger   |

Weltmeister 2005:  Wassili Rotschew
Olympiasieger 2006:  Björn Lind
Datum: 22. Februar 2007
Es gab zwei Dopingfälle. Die betreffenden Athleten wurden nachträglich disqualifiziert:
- Jewgeni Koschewoi, Kasachstan[2]
- Sergei Schirjajew, Kasachstan[3]

### Team-Sprint Freistil
| Platz | Land        | Sportler                         | Zeit [min] |
| ----- | ----------- | -------------------------------- | ---------- |
| 1     | Italien     | Renato Pasini Cristian Zorzi     | 17:50,6    |
| 2     | Russland    | Nikolai Morilow Wassili Rotschew | 17:50,6    |
| 3     | Tschechien  | Milan Šperl Dušan Kožíšek        | 17:51,3    |
| 4     | Deutschland | Tobias Angerer Axel Teichmann    | 17:51,4    |
| 5     | Polen       | Maciej Kreczmer Janusz Krężelok  | 17:51,5    |
| 6     | Kanada      | Devon Kershaw Drew Goldsack      | 17:54,9    |
| 7     | Norwegen    | Tor Arne Hetland Petter Northug  | 17:58,7    |
| 8     | Estland     | Peeter Kümmel Priit Narusk       | 18:45,7    |
| 9     | Finnland    | Sami Jauhojärvi Ville Nousiainen | Semifinale |
| 10    | Japan       | Yūichi Onda Osamu Yamagishi      | Semifinale |
| ...   | ...         | ...                              | ...        |
| 12    | Schweiz     | Christoph Eigenmann Remo Fischer | Semifinale |

Weltmeister 2005:  Tore Ruud Hofstad / Tor Arne Hetland
Olympiasieger 2006:  Thobias Fredriksson / Björn Lind
Datum: 23. Februar 2007
Zwei Staffeln wurden wegen positiver Dopingbefunde beteiligter Athleten nachträglich disqualifiziert:
- Kasachstan (Nikolai Tschebotko / Jewgeni Koschewoi) – gedopt war Jewgeni Koschewoi[2]
- Österreich, (Martin Stockinger / Jürgen Pinter) – gedopt war Jürgen Pinter[1]

### 15 kmFreistil
| Platz | Sportler              | Zeit [min] |
| ----- | --------------------- | ---------- |
| 1     | Lars Berger           | 35:50,0    |
| 2     | Leanid Karnijenka     | 36:25,8    |
| 3     | Tobias Angerer        | 36:42,4    |
| 4     | Axel Teichmann        | 37:04,6    |
| 5     | Alexander Legkow      | 37:06,4    |
| 6     | Franz Göring          | 37:07,9    |
| 7     | Johan Olsson          | 37:09,3    |
| 8     | Marcus Hellner        | 37:13,0    |
| 9     | Pietro Piller Cottrer | 37:14,3    |
| 10    | Sergej Schirjajew     | 37:18,4    |
| …     | …                     | …          |
| 18    | Christian Hoffmann    | 37:40,1    |

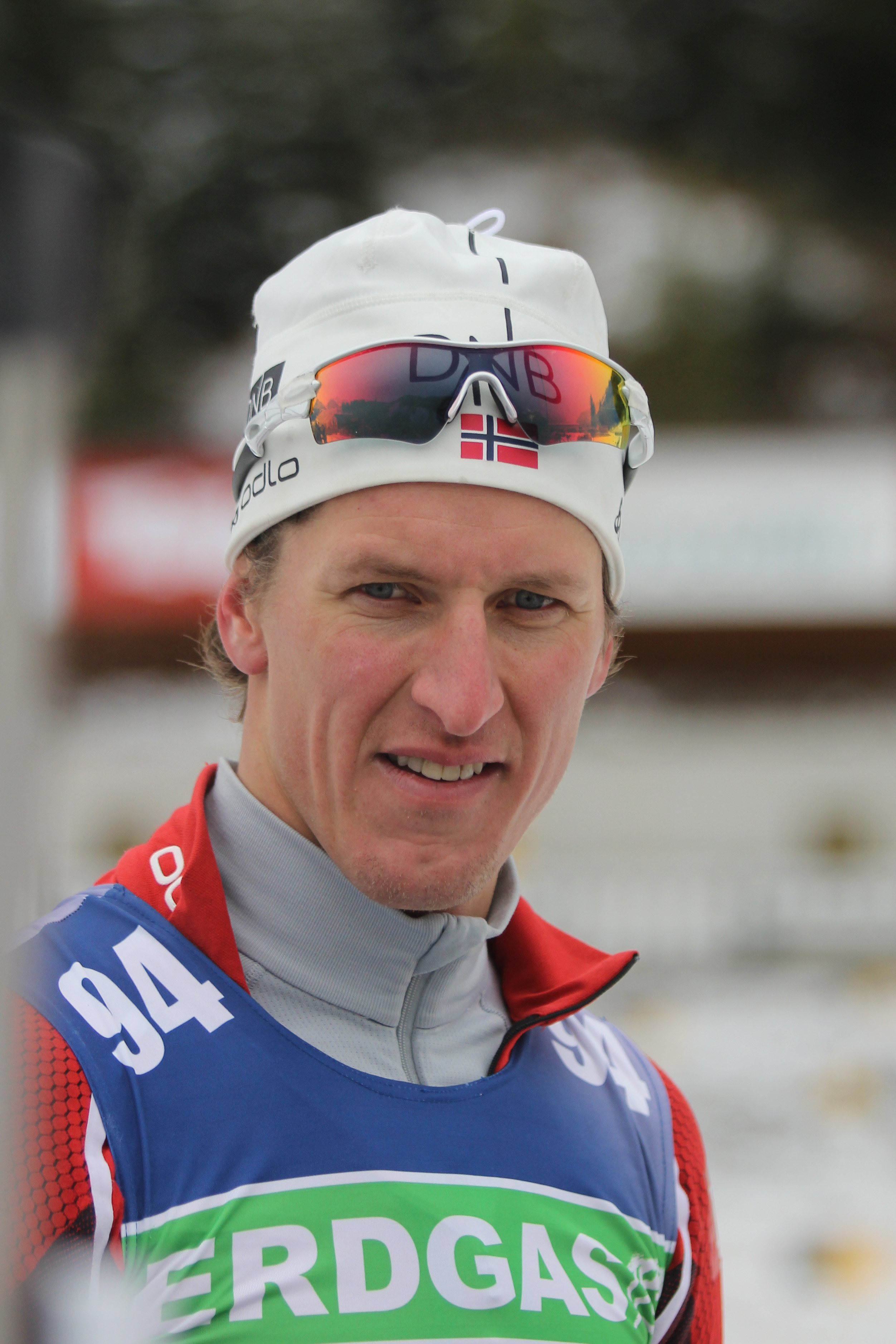
Lars Berger, hauptsächlich als Biathlet unterwegs, nutzte die für ihn guten Witterungsbedingungen und gewann das Rennen über 15 km Freistil

Weltmeister 2005 (Freistil):  Pietro Piller Cottrer
Olympiasieger 2006 (klassisch):  Andrus Veerpalu
Datum: 28. Februar 2007
Das Rennen war geprägt von sehr unterschiedlichen Witterungsbedingungen. So fanden die frühen Starter hervorragende Verhältnisse vor. Bei einsetzendem starken Schneefall wurde die Strecke für die späteren Starter zu langsam, um in den Medaillenkampf einzugreifen. Erst gegen Ende des Rennens hörte der Schneefall auf und nur Tobias Angerer konnte von den hinteren Plätzen noch auf einen Medaillenplatz laufen.
Von der Österreichern war Michail Botwinow wegen einer Erkältung nicht am Start.
Es gab vier Dopingfälle. Die betreffenden Athleten wurden nachträglich disqualifiziert:
- Johannes Eder, Österreich[1]
- Jewgeni Koschewoi, Kasachstan[2]
- Sergei Schirjajew, Kasachstan[3]
- Jürgen Pinter, Österreich[1]

### 30 km Skiathlon

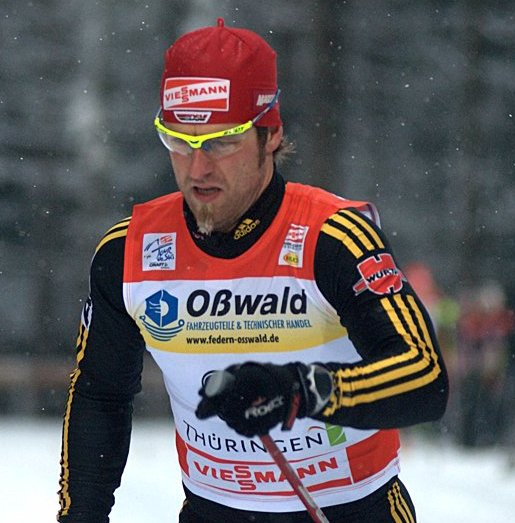
Axel Teichmann siegte vor Tobias Angerer und sorgte so für einen deutschen Doppelerfolg

| Platz | Sportler              | Zeit [h]  |
| ----- | --------------------- | --------- |
| 1     | Axel Teichmann        | 1:11:35,8 |
| 2     | Tobias Angerer        | 1:11:36,3 |
| 3     | Pietro Piller Cottrer | 1:11:36,7 |
| 4     | Jens Filbrich         | 1:11:39,0 |
| 5     | Petter Northug        | 1:11:44,0 |
| 6     | Alexander Legkow      | 1:11:45,3 |
| 7     | Lukáš Bauer           | 1:11:41,3 |
| 8     | Anders Södergren      | 1:11:41,6 |
| 9     | Toni Livers           | 1:11:41,7 |
| 10    | Vincent Vittoz        | 1:11:42,4 |

Weltmeister 2005:  Vincent Vittoz
Olympiasieger 2006:  Jewgeni Dementjew
Datum: 24. Februar 2007
Zuerst erfolgte ein 15-km-Lauf im klassischen Stil, anschließend ein 15-km-Lauf im Freistil.
Es gab zwei Dopingfälle. Die betreffenden Athleten wurden nachträglich disqualifiziert:
- Johannes Eder, Österreich[1]
- Sergei Schirjajew, Kasachstan[3]

### 50 km klassisch
| Platz | Sportler            | Zeit [h]  |
| ----- | ------------------- | --------- |
| 1     | Odd-Bjørn Hjelmeset | 2:20:12,6 |
| 2     | Frode Estil         | 2:20:13,0 |
| 3     | Jens Filbrich       | 2:20:17,1 |
| 4     | Tobias Angerer      | 2:20:23,1 |
| 5     | Lukáš Bauer         | 2:20:25,7 |
| 6     | Martin Bajčičák     | 2:20:53,6 |
| 7     | Jean-Marc Gaillard  | 2:21:36,6 |
| 8     | Jaak Mae            | 2:21:46,2 |
| 9     | Nikolai Pankratow   | 2:21:50,6 |
| 10    | Ville Nousiainen    | 2:22:27,5 |

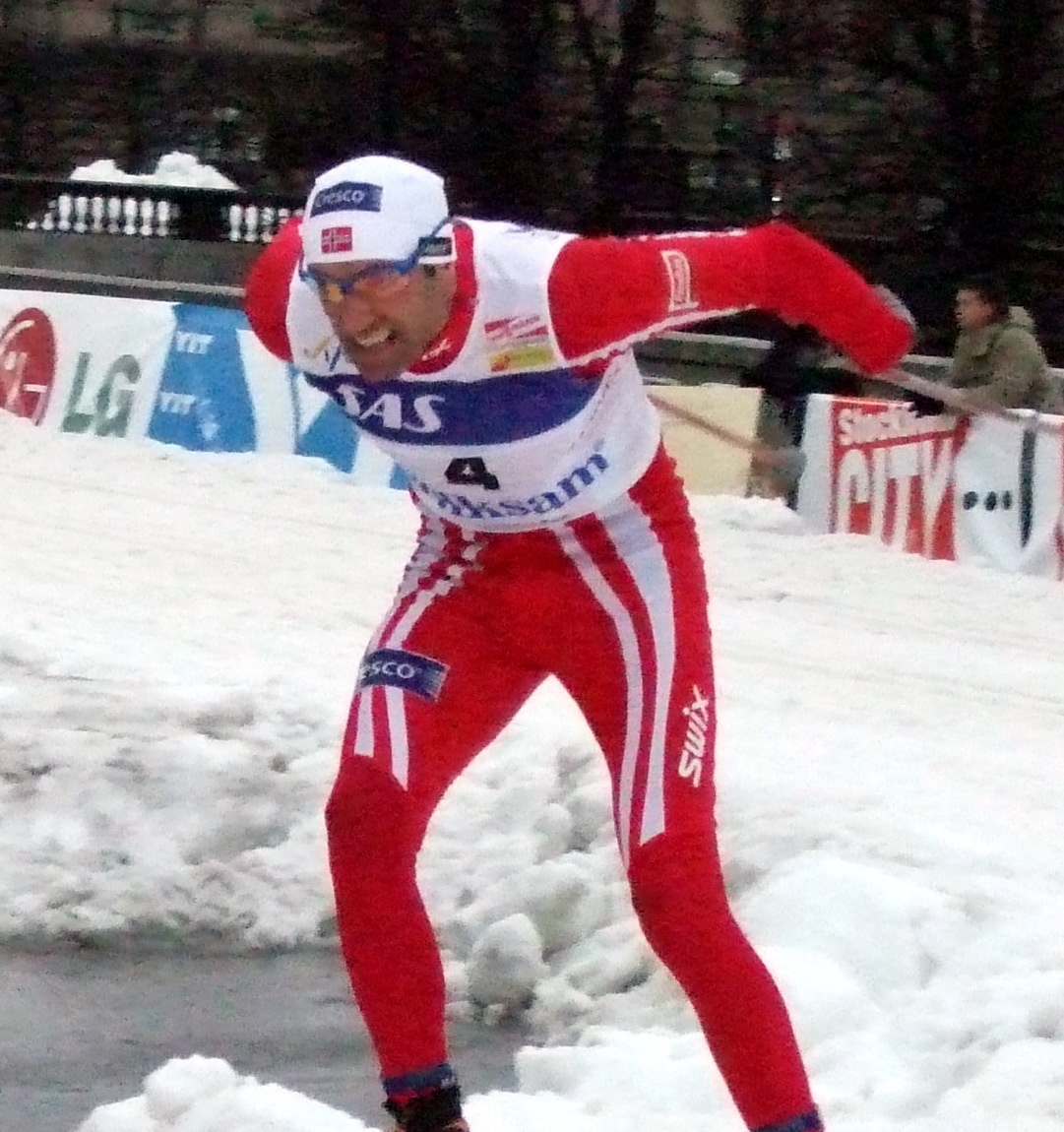
Auf der längsten Strecke triumphierte Odd-Bjørn Hjelmeset

Weltmeister 2005 (klassisch):  Frode Estil
Olympiasieger 2006 (Freistil):  Giorgio Di Centa
Datum: 4. März 2007
Das Rennen wurde als Massenstart durchgeführt.
Es gab vier Dopingfälle. Die betreffenden Athleten wurden nachträglich disqualifiziert:
- Johannes Eder, Österreich[1]
- Andrei Kondryschew, Kasachstan[4]
- Martin Tauber, Österreich[1]
- Jürgen Pinter, Österreich[1]

### 4 × 10 km Staffel
| Platz | Land                | Sportler                                                                   | Zeit [h]  |
| ----- | ------------------- | -------------------------------------------------------------------------- | --------- |
| 1     | Norwegen            | Eldar Rønning Odd-Bjørn Hjelmeset Lars Berger Petter Northug               | 1:30:49,2 |
| 2     | Russland            | Nikolai Pankratow Wassili Rotschew Alexander Legkow Jewgeni Dementjew      | 1:30:52,4 |
| 3     | Schweden            | Martin Larsson Mathias Fredriksson Marcus Hellner Anders Södergren         | 1:30:52,7 |
| 4     | Deutschland         | Jens Filbrich Franz Göring Tobias Angerer Axel Teichmann                   | 1:31:39,7 |
| 5     | Frankreich          | Jean-Marc Gaillard Vincent Vittoz Emmanuel Jonnier Alexandre Rousselet     | 1:32:15,0 |
| 6     | Finnland            | Ville Nousiainen Sami Jauhojärvi Juha Lallukka Teemu Kattilakoski          | 1:32:55,5 |
| 7     | Kasachstan          | Andrei Golowko Alexei Poltaranin Maxim Odnodworzew Nikolai Tschebotko      | 1:32:56,4 |
| 8     | Tschechien          | Martin Koukal Lukáš Bauer Jiří Magál Milan Šperl                           | 1:32:56,8 |
| 9     | Italien             | Roland Clara Giorgio Di Centa Pietro Piller Cottrer Cristian Zorzi         | 1:34:09,3 |
| 10    | Schweiz             | Reto Burgermeister Toni Livers Curdin Perl Gion Andrea Bundi               | 1:34:09,6 |
| 11    | Kanada              | Devon Kershaw George Grey Dan Roycroft Drew Goldsack                       | 1:35:12,0 |
| 12    | Estland             | Peeter Kümmel Jaak Mae Kaspar Kokk Aivar Rehemaa                           | 1:35:30,8 |
| 13    | Belarus             | Aljaksej Iwanou Aljaksandr Lasutkin Sjarhej Dalidowitsch Leanid Karnijenka | 1:35:51,1 |
| 14    | Japan               | Katsuhito Ebisawa Shunsuke Komamura Osamu Yamagishi Masaaki Kōzu           | 1:36:39,6 |
| 15    | Ukraine             | Vitaliy Shtun Roman Lejbjuk Oleksandr Puzko Mychajlo Humenjak              | 1:37:14,3 |
| LPD   | Volksrepublik China | Xia Wan Sun Qinghai Wang Songtao Li Geliang                                |           |
| DOP   | Österreich          | Martin Tauber Michail Botwinow Christian Hoffmann Jürgen Pinter            | 1:34:57,8 |

Weltmeister 2005:  Norwegen (Odd-Bjørn Hjelmeset, Frode Estil, Lars Berger, Tore Ruud Hofstad)

Olympiasieger 2006:  Italien (Fulvio Valbusa, Giorgio Di Centa, Pietro Piller Cottrer, Cristian Zorzi)
Datum: 2. März 2007
Die ersten beiden Läufer einer Mannschaft liefen im klassischen, die letzten beiden im freien Stil.
Die zunächst auf Rang elf eingelaufene Mannschaft von Österreich wurde wegen der Dopingfälle von Martin Tauber und Jürgen Pinter zu einem späteren Zeitpunkt disqualifiziert.

## Resultate Langlauf Frauen

### Sprint klassisch
| Platz | Sportler           |
| ----- | ------------------ |
| 1     | Astrid Jacobsen    |
| 2     | Petra Majdič       |
| 3     | Virpi Kuitunen     |
| 4     | Anna Dahlberg      |
| 5     | Madoka Natsumi     |
| 6     | Lina Andersson     |
| 7     | Pirjo Manninen     |
| 8     | Ida Ingemarsdotter |
| 9     | Manuela Henkel     |
| 10    | Marit Bjørgen      |
| 11    | Kateřina Smutná    |

Weltmeisterin 2005:  Emelie Öhrstig
Olympiasiegerin 2006:  Chandra Crawford
Datum: 22. Februar 2007

### Team-Sprint Freistil
| Platz | Land                | Sportler                                      | Zeit [min] |
| ----- | ------------------- | --------------------------------------------- | ---------- |
| 1     | Finnland            | Riitta-Liisa Roponen Virpi Kuitunen           | 16:20,9    |
| 2     | Deutschland         | Evi Sachenbacher-Stehle Claudia Künzel-Nystad | 16:21,6    |
| 3     | Norwegen            | Astrid Jacobsen Marit Bjørgen                 | 16:24,0    |
| 4     | Schweden            | Britta Johansson Norgren Lina Andersson       | 16:40,5    |
| 5     | Kasachstan          | Oxana Jatskaja Elena Kolomina                 | 16:42,8    |
| 6     | Belarus             | Wiktoryia Lapazina Wolha Wassiljonak          | 16:44,0    |
| 7     | Slowakei            | Alena Procházková Katarína Garajová           | 16:45,5    |
| 8     | Italien             | Sabina Valbusa Arianna Follis                 | 16:53,6    |
| 9     | Slowenien           | Vesna Fabjan Petra Majdič                     | 17:24,5    |
| 10    | Volksrepublik China | Man Dandan Hou Yuxia                          | 17:28,1    |
| ...   | ...                 | ...                                           | ...        |
| 14    | Schweiz             | Seraina Mischol Laurence Rochat               | Semifinale |

Weltmeisterin 2005:  Norwegen (Hilde Gjermundshaug Pedersen – Marit Bjørgen)
Olympiasiegerin 2006:  (Anna Dahlberg – Lina Andersson)
Datum: 23. Februar 2007

### 10 km Freistil
| Platz | Sportler                     | Zeit [min] |
| ----- | ---------------------------- | ---------- |
| 1     | Kateřina Neumannová          | 23:58,4    |
| 2     | Olga Sawjalowa               | 24:24,9    |
| 3     | Arianna Follis               | 24:28,6    |
| 4     | Kristin Størmer Steira       | 24:33,9    |
| 5     | Charlotte Kalla              | 24:41,9    |
| 6     | Evi Sachenbacher-Stehle      | 24:44,4    |
| 7     | Riitta-Liisa Roponen         | 24:48,4    |
| 8     | Walentyna Schewtschenko      | 24:51,7    |
| 9     | Kristina Šmigun              | 24:56,3    |
| 10    | Jewgenija Medwedewa-Arbusowa | 24:57,2    |
| ...   | ...                          | ...        |
| 15    | Claudia Künzel-Nystad        | 25:28,6    |
| 25    | Silvana Bucher               | 25:56,9    |
| 27    | Stefanie Böhler              | 25:57,3    |
| 29    | Katrin Zeller                | 26:00,1    |
| 41    | Seraina Boner                | 26:36,0    |

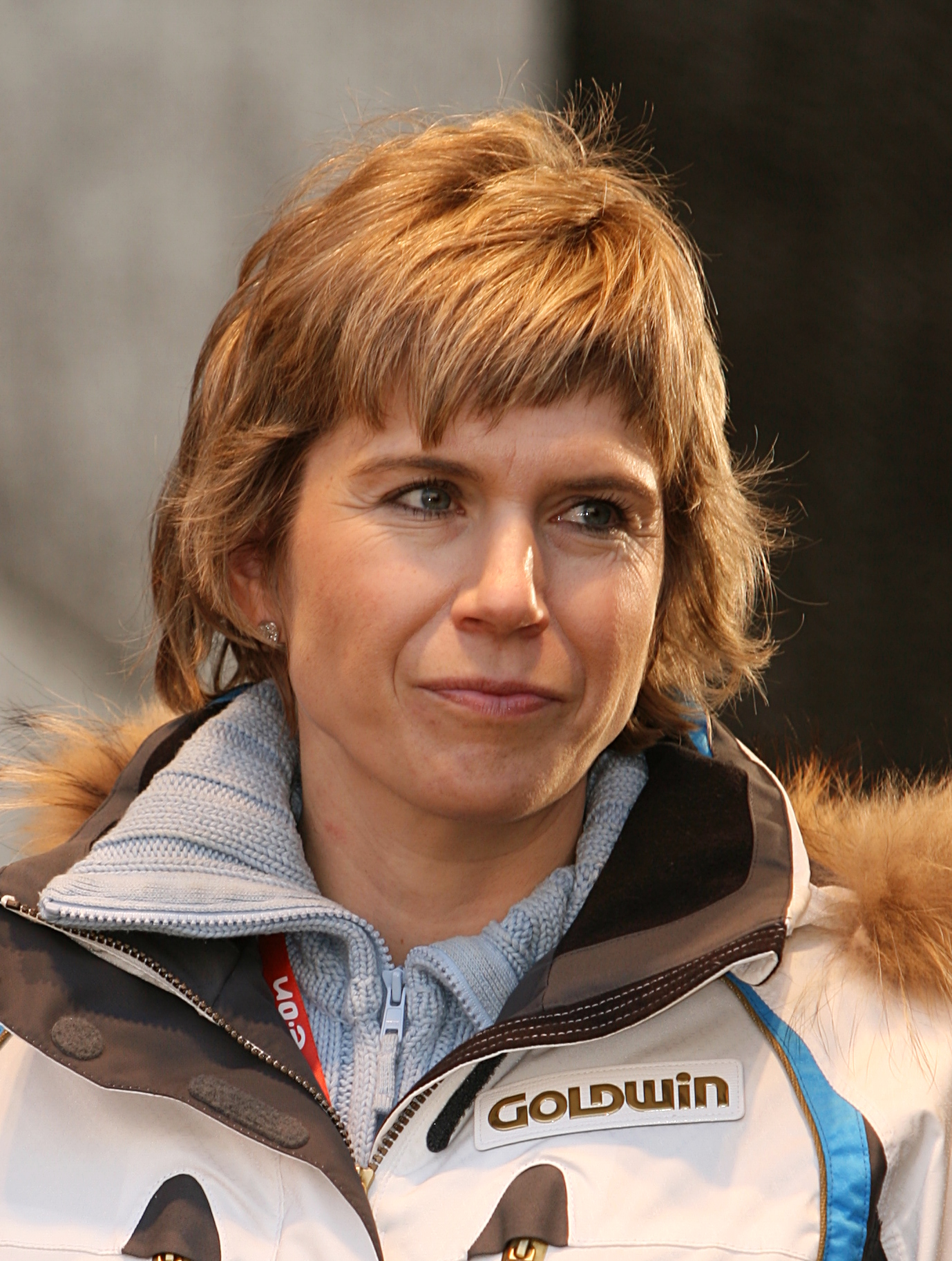
Kateřina Neumannová verteidigte ihren Titel über 10 km Freistil

Weltmeisterin 2005 (Freistil):  Kateřina Neumannová
Olympiasiegerin 2006 (klassisch):  Kristina Šmigun
Datum: 27. Februar 2007
Das Rennen wurde im Modus Intervallstart durchgeführt.

### 15 km Skiathlon

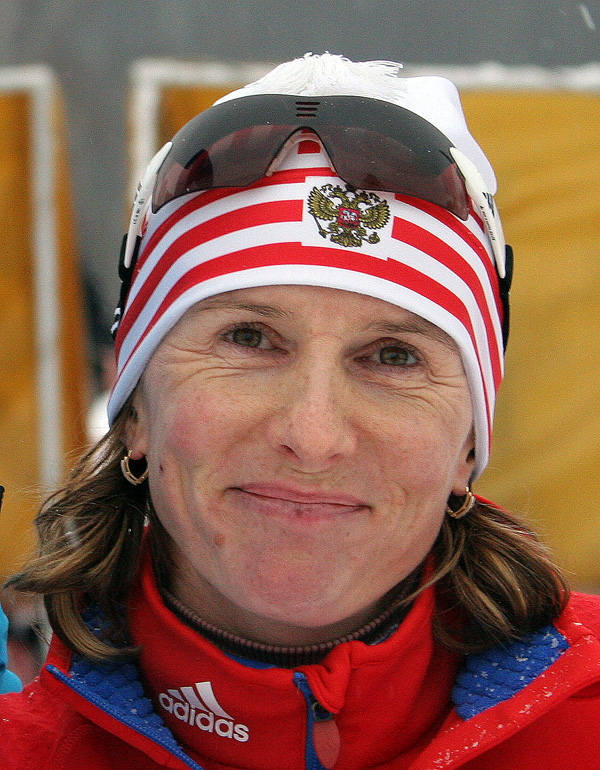
Nach 2003 wurde Olga Sawjalowa erneut Weltmeisterin im Skiathlon

| Platz | Sportler                | Zeit [min] |
| ----- | ----------------------- | ---------- |
| 1     | Olga Sawjalowa          | 41:27,5    |
| 2     | Kateřina Neumannová     | 41:28,0    |
| 3     | Kristin Størmer Steira  | 41:29,6    |
| 4     | Evi Sachenbacher-Stehle | 41:32,1    |
| 5     | Riitta-Liisa Roponen    | 41:51,5    |
| 6     | Aino-Kaisa Saarinen     | 41:52,4    |
| 7     | Charlotte Kalla         | 41;52,6    |
| 8     | Marianna Longa          | 41;53,2    |
| 9     | Kristina Šmigun         | 42;07,0    |
| 10    | Natalja Korosteljowa    | 42:13,0    |
| ...   | ...                     | ...        |
| 17    | Claudia Künzel-Nystad   | 43:03,6    |
| 21    | Viola Bauer             | 43:20,5    |
| 32    | Katrin Zeller           | 44:03,7    |

Weltmeisterin 2005:  Julija Tschepalowa
Olympiasiegerin 2006:  Kristina Šmigun
Datum: 25. Februar 2007
Zuerst erfolgte ein 7,5-km-Lauf im klassischen Stil, danach ein 7,5-km-Lauf im Freistil.

### 30 km klassisch
| Platz | Sportler                | Zeit [h]  |
| ----- | ----------------------- | --------- |
| 1     | Virpi Kuitunen          | 1:29:47,1 |
| 2     | Kristin Størmer Steira  | 1:29:54,0 |
| 3     | Therese Johaug          | 1:31:09,9 |
| 4     | Aino-Kaisa Saarinen     | 1:31:30,1 |
| 5     | Petra Majdič            | 1:32:04,5 |
| 6     | Kristina Šmigun         | 1:32:19,4 |
| 7     | Lada Nesterenko         | 1:32:37,9 |
| 8     | Olga Sawjalowa          | 1:32:54,1 |
| 9     | Marit Bjørgen           | 1:33:15,0 |
| 10    | Evi Sachenbacher-Stehle | 1:33:31,5 |
| ...   | ...                     | ...       |
| 23    | Viola Bauer             | 1:37:30,3 |
| 25    | Katrin Zeller           | 1:37:33,3 |
| 26    | Claudia Künzel-Nystad   | 1:37:45,8 |
| 42    | Stefanie Böhler         | 1:46:39,3 |

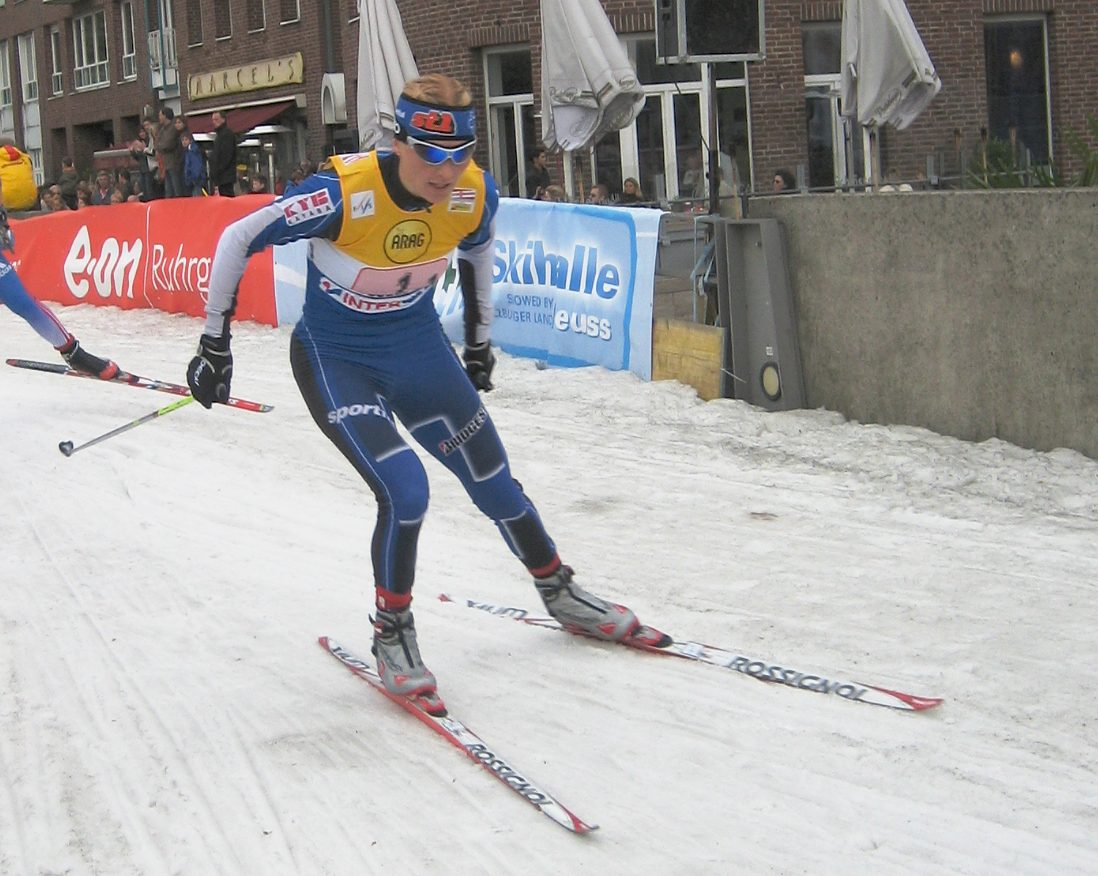
Auf der längsten Frauenstrecke siegte Virpi Kuitonen

Weltmeisterin 2005 (klassisch):
 Marit Bjørgen
Olympiasiegerin 2006 (Freistil):
 Kateřina Neumannová
Datum: 3. März 2007
Das Rennen wurde als Massenstart durchgeführt.

### 4 × 5 km Staffel
| Platz | Land                | Sportler                                                                              | Zeit [min] |
| ----- | ------------------- | ------------------------------------------------------------------------------------- | ---------- |
| 1     | Finnland            | Virpi Kuitunen Aino-Kaisa Saarinen Riitta-Liisa Roponen Pirjo Manninen                | 54:18,6    |
| 2     | Deutschland         | Stefanie Böhler Viola Bauer Claudia Künzel-Nystad Evi Sachenbacher-Stehle             | 54:30,5    |
| 3     | Norwegen            | Vibeke Skofterud Marit Bjørgen Kristin Størmer Steira Astrid Jacobsen                 | 54:34,3    |
| 4     | Schweden            | Anna Dahlberg Lina Andersson Charlotte Kalla Britta Johansson Norgren                 | 54:50,3    |
| 5     | Tschechien          | Helena Erbenová Kamila Rajdlová Ivana Janečková Kateřina Neumannová                   | 55:02,9    |
| 6     | Italien             | Magda Genuin Marianna Longa Sabina Valbusa Arianna Follis                             | 55:14,7    |
| 7     | Russland            | Aljona Sidko Olga Sawjalowa Jewgenija Medwedewa Natalja Korosteljowa                  | 55:39,2    |
| 8     | Japan               | Madoka Natsumi Masako Ishida Sumiko Yokoyama Nobuko Fukuda                            | 56:21,8    |
| 9     | Schweiz             | Seraina Mischol Laurence Rochat Seraina Boner Silvana Bucher                          | 56:39,4    |
| 10    | Volksrepublik China | Man Dandan Li Hongxue Liu Yuanyuan Hou Yuxia                                          | 56:48,2    |
| 11    | Kasachstan          | Jelena Kolomina Jelena Wolodina-Antonowa Oxana Jazkaja Swetlana Malachowa-Schischkina | 56:54,0    |
| 12    | Ukraine             | Lada Nesterenko Maryna Anzybor Wita Jakymtschuk Walentyna Schewtschenko               | 57:13,0    |
| 13    | Belarus             | Alena Sannikawa Ljudmila Schablowskaja Wiktoryia Lapazina Wolha Wassiljonak           | 57:29,7    |
| 14    | USA                 | Kikkan Randall Laura Valaas Caitlin Compton Sarah Konrad                              | 58:46,7    |
| 15    | Estland             | Piret Pormeister Tatjana Mannima Kaili Sirge Kristina Šmigun-Vähi                     | 59:40,6    |
| 16    | Kanada              | Chandra Crawford Tasha Betcherman Sarah Daitch Daria Gaiazova                         | 59:55,7    |

Weltmeisterinnen 2005:  Norwegen (Vibeke Skofterud, Hilde Gjermundshaug Pedersen, Kristin Størmer Steira, Marit Bjørgen)

Olympiasiegerinnen 2006:  Russland (Natalja Baranowa-Massalkina, Larissa Kurkina, Julija Tschepalowa, Jewgenija Medwedewa-Arbusowa)
Datum: 1. März 2007
Die ersten beiden Läuferinnen einer Mannschaft liefen im klassischen, die letzten beiden im freien Stil.

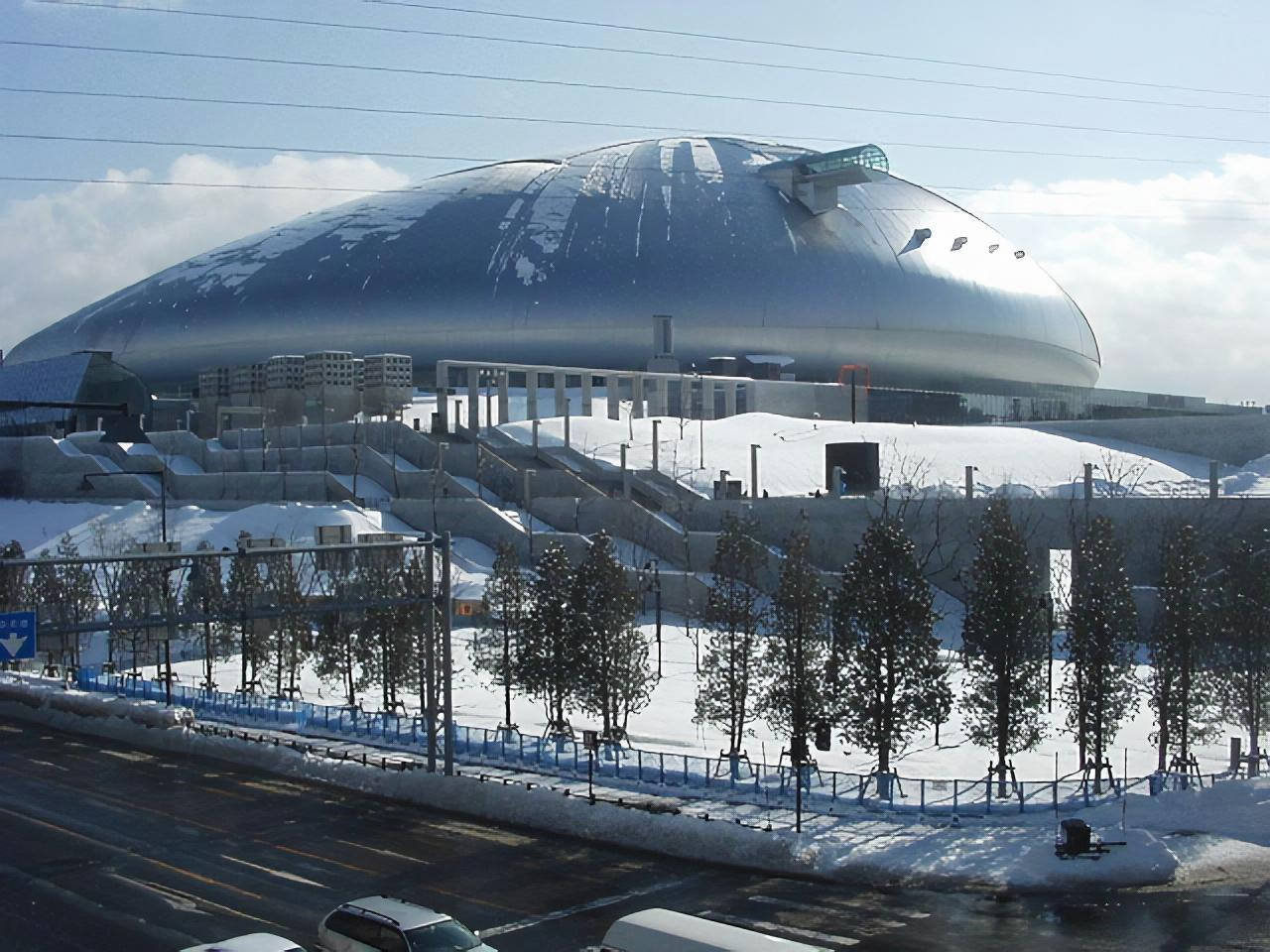
Die Skihalle Sapporo Dome von außen

## Resultate Skispringen Männer
Detaillierte Ergebnisse

### Normalschanze

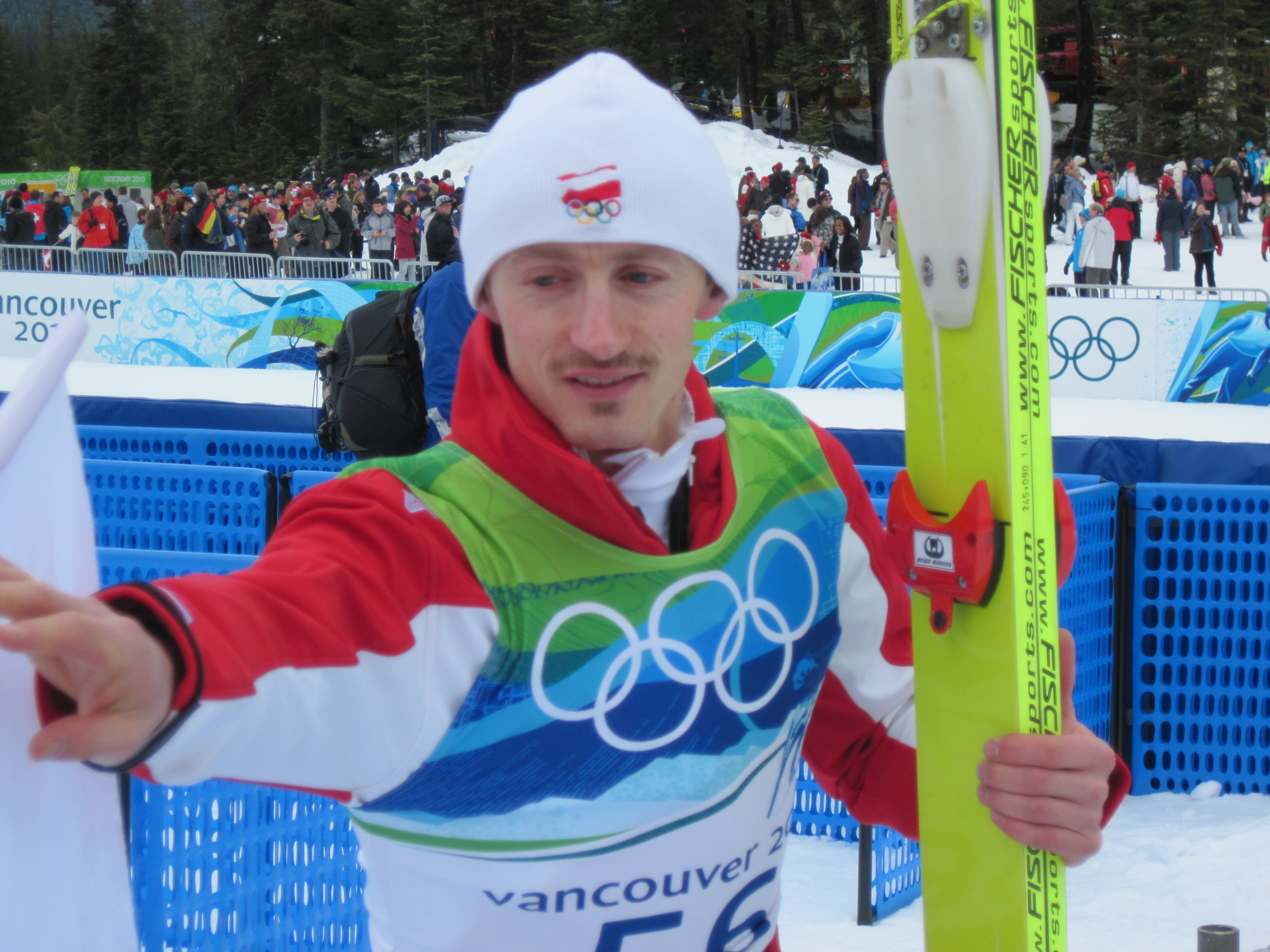
Seinen bereits vierten WM-Titel feierte Adam Małysz

| Platz | Sportler              | Weiten [m]    | Punkte |
| ----- | --------------------- | ------------- | ------ |
| 1     | Adam Małysz           | 102,00 / 99,5 | 277,0  |
| 2     | Simon Ammann          | 096,50 / 96,0 | 255,5  |
| 3     | Thomas Morgenstern    | 095,00 / 95,0 | 254,5  |
| 4     | Roar Ljøkelsøy        | 094,50 / 92,5 | 246,5  |
| 5     | Andreas Küttel        | 095,50 / 92,0 | 244,0  |
| 6     | Andreas Kofler        | 094,00 / 93,5 | 243,0  |
| 7     | Anders Jacobsen       | 091,50 / 94,0 | 241,5  |
| 8     | Gregor Schlierenzauer | 092,50 / 93,0 | 240,5  |
| 9     | Dmitri Ipatow         | 093,50 / 93,0 | 240,0  |
| 10    | Dimitri Wassiljew     | 094,00 / 92,5 | 239,5  |
| 11    | Kamil Stoch           | 092,50 / 93,0 | 238,5  |
| 12    | Wolfgang Loitzl       | 092,50 / 91,5 | 238,0  |
| 12    | Jörg Ritzerfeld       | 092,00 / 93,5 | 238,0  |
| 14    | Janne Ahonen          | 093,50 / 90,5 | 236,0  |
| 15    | Matti Hautamäki       | 091,50 / 92,5 | 235,5  |
| 16    | Martin Schmitt        | 094,50 / 89,5 | 235,0  |
| 16    | Anders Bardal         | 091,50 / 92,0 | 235,0  |
| 18    | Jakub Janda           | 091,00 / 89,5 | 229,5  |
| 20    | Stephan Hocke         | 089,50 / 87,0 | 213,5  |
| 20    | Choi Heung-chul       | 089,50 / 87,0 | 213,5  |
| …     | …                     | …             | …      |
| 30    | Peter Žonta           | 088,50 / 84,5 | 208,0  |
| 31    | Harri Olli            | 093,5* / 87,5 | 204,0  |

Weltmeister 2005:  Rok Benkovič
Olympiasieger 2006:  Lars Bystøl
Datum: 3. März 2007
```
Stand nach dem ersten Durchgang:
1. Małysz 141,0
 
Punkte/102,0
 
Meter; 2. Küttel 127,5/95,5; 3. ex aequo Ammann 127,0/96,5 und Morgenstern 127,0/95,0; 5. Ljøkelsøy 126,0/94,5; 6. Schmitt 123,5/94,5; 7. Wassiljew 122,0/94,0; 8. ex aequo Kofler 121,0/94,0 und Ahonen 121,0/93,5; 10. Loitzl 121,0/92,5; 12. Schlierenzauer 119,0/92,5; weitere: 15. Ritzerfeld 117,0/92,0; 26. Hocke 110,0/89,5; 47. Olli 98,5/93,5 (durfte nach einem Sturz wegen der Sprungweite im Finaldurchgang starten, nachdem er allerdings nur Rang
 
31 belegte).
Unter anderem nicht für das Finale qualifiziert: 33. 
Noriaki Kasai
 (JPN) 107,5/87,5; 36. 
Tobias Bogner
 (GER) 106,0/87,5; 39. 
Michael Möllinger
 (SUI) 105,0/87,0; 49. 
Guido Landert
 (SUI) 97,5/84,5.
```

```
Qualifikation:
Sieger bei den Nicht-Vorqualifizierten war Harri Olli (FIN) vor Jörg Ritzerfeld (GER) und Dmitri Ipatow (RUS). Bei den Vorqualifizierten gab es einen ex-aequo-Sieg der beiden Österreicher Thomas Morgenstern und Andreas Kofler, Rang drei belegte Wassili Wassiljew (RUS). Simon Ammann (CHE) war Fünfter, Adam Małysz (POL) verzichtete.
```

### Großschanze
| Platz | Sportler              | Weiten [m]    | Punkte |
| ----- | --------------------- | ------------- | ------ |
| 1     | Simon Ammann          | 125,0 / 134,5 | 266,1  |
| 2     | Harri Olli            | 124,0 / 136,5 | 265,9  |
| 3     | Roar Ljøkelsøy        | 123,0 / 135,0 | 262,9  |
| 4     | Adam Małysz           | 123,0 / 133,0 | 258,3  |
| 5     | Thomas Morgenstern    | 122,0 / 131,5 | 255,3  |
| 6     | Janne Ahonen          | 123,0 / 130,0 | 249,9  |
| 7     | Dmitri Wassiljew      | 121,0 / 125,5 | 235,2  |
| 8     | Andreas Kofler        | 118,0 / 125,0 | 231,9  |
| 9     | Martin Koch           | 117,5 / 123,5 | 225,3  |
| 10    | Gregor Schlierenzauer | 115,0 / 124,5 | 223,6  |
| …     | …                     | …             | …      |
| 13    | Kamil Stoch           | 117,5 / 121,0 | 221,3  |
| 14    | Anders Jacobsen       | 114,5 / 122,5 | 219,6  |
| 15    | Jörg Ritzerfeld       | 116,0 / 121,5 | 219,5  |
| 16    | Shōhei Tochimoto      | 117,0 / 121,0 | 219,4  |
| 19    | Andreas Küttel        | 111,0 / 122,0 | 211,9  |
| 20    | Jakub Janda           | 108,0 / 124,5 | 210,5  |
| 30    | Martin Schmitt        | 113,0 / 103,0 | 171,3  |
| 32    | Stephan Hocke         | 104,5000000   | 080,1  |
| 40    | Guido Landert         | 100,0000000   | 071,5  |
| 49    | Tobias Bogner         | 093,0000000   | 053,4  |

Weltmeister 2005:  Janne Ahonen
Olympiasieger 2006:  Thomas Morgenstern
Datum: 24. Februar 2007

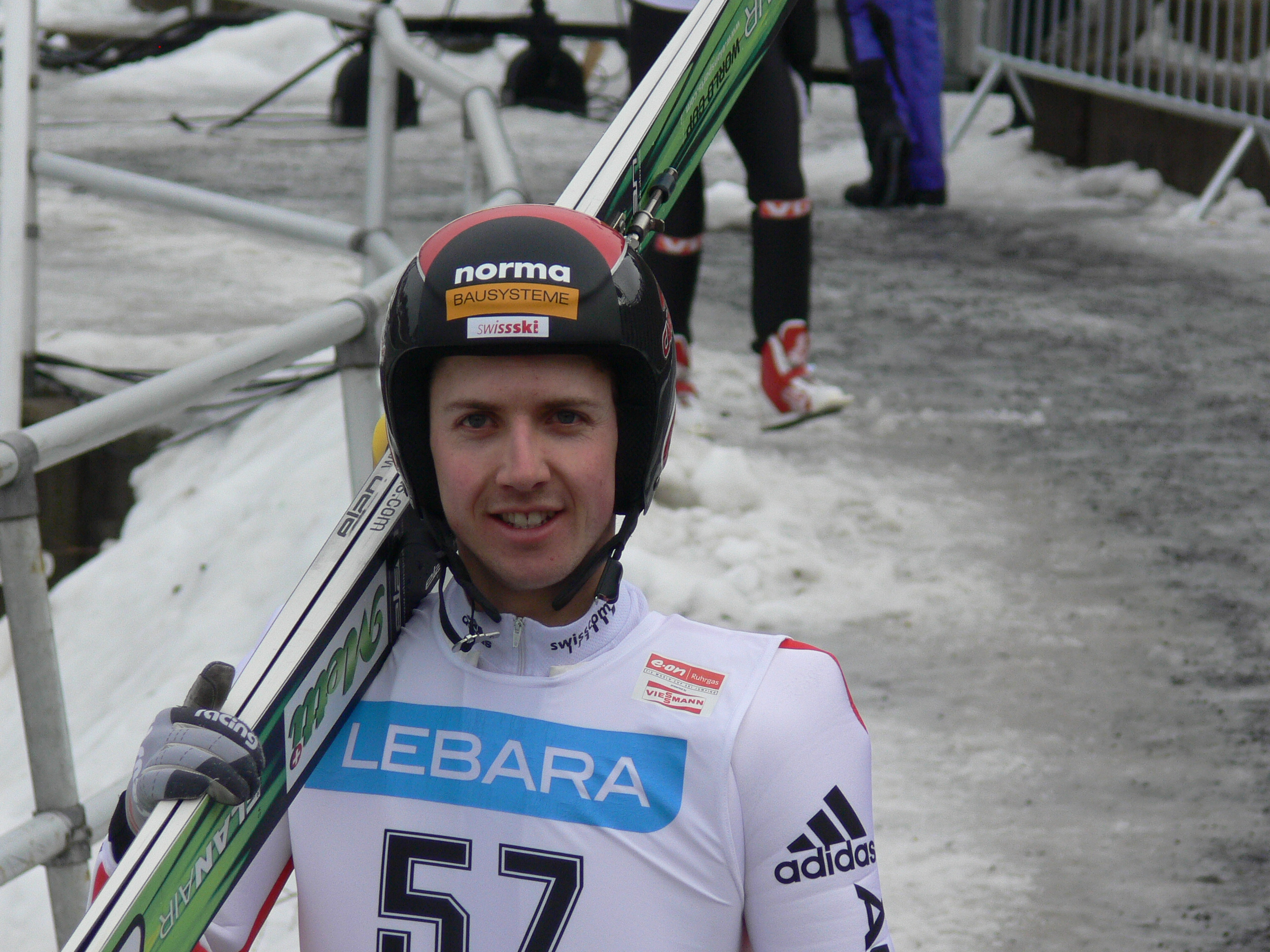
Der zweifache Olympiasieger von 2002 Simon Amman wurde nun auch Weltmeister

Simon Ammann wurde der erste Schweizer Skisprung-Weltmeister der Nachkriegszeit.
```
Die ersten acht nach dem 1. Wertungsdurchgang waren identisch mit dem Endstand: Ammann 123,0
 
Punkte; Olli 120,2; Ljøkelsøy 118,9; Małysz 118,4; Morgenstern 117,6; Ahonen 116,9; Wassiljew 112,8; Kofler 108,9; weitere 9. 
Matti Hautamäki
 108,9 (118
 
Meter); 10. Stoch 107,0 (110,0); 11. Koch 106,5 (117.5); 12. Tochimoto 105,6 (117,0); 14. Ritzerfeld 104,3 (116,0); 15. Schlierenzauer 115,0 (102,0); 16. Jacobsen 101,1 (114,5); 18. Schmitt 97,4 (113,0); 19. Küttel 94,8 (111,0).
```

```
In der Qualifikation lag von den Nicht-Vorqualifizierten Stoch vor Olli und ex aequo 
Noriaki Kasai
 und 
Sigurd Pettersen
 auf Rang drei. Bei den Vorqualifizierten siegte Małysz vor Kofler und Ljøkelsøy; Ammann belegte Rang sechs.
```

### Mannschaftsspringen Großschanze
| Platz | Land        | Sportler                                                                | Punkte |
| ----- | ----------- | ----------------------------------------------------------------------- | ------ |
| 1     | Österreich  | Wolfgang Loitzl Gregor Schlierenzauer Andreas Kofler Thomas Morgenstern | 1000,2 |
| 2     | Norwegen    | Tom Hilde Anders Bardal Anders Jacobsen Roar Ljøkelsøy                  | 953,3  |
| 3     | Japan       | Shōhei Tochimoto Takanobu Okabe Daiki Itō Noriaki Kasai                 | 905,9  |
| 4     | Finnland    | Arttu Lappi Matti Hautamäki Harri Olli Janne Ahonen                     | 869,8  |
| 5     | Polen       | Kamil Stoch Piotr Żyła Robert Mateja Adam Małysz                        | 857,2  |
| 6     | Russland    | Dmitri Ipatow Ilja Rosljakow Denis Kornilow Dmitri Wassiljew            | 849,5  |
| 7     | Schweiz     | Simon Ammann Michael Möllinger Guido Landert Andreas Küttel             | 839,1  |
| 8     | Deutschland | Stephan Hocke Tobias Bogner Jörg Ritzerfeld Martin Schmitt              | 837,6  |
| 9     | Tschechien  | Roman Koudelka Jan Matura Antonín Hájek Jakub Janda                     | 373,8  |
| 10    | Slowenien   | Primož Pikl Jernej Damjan Rok Urbanc Peter Žonta                        | 372,9  |

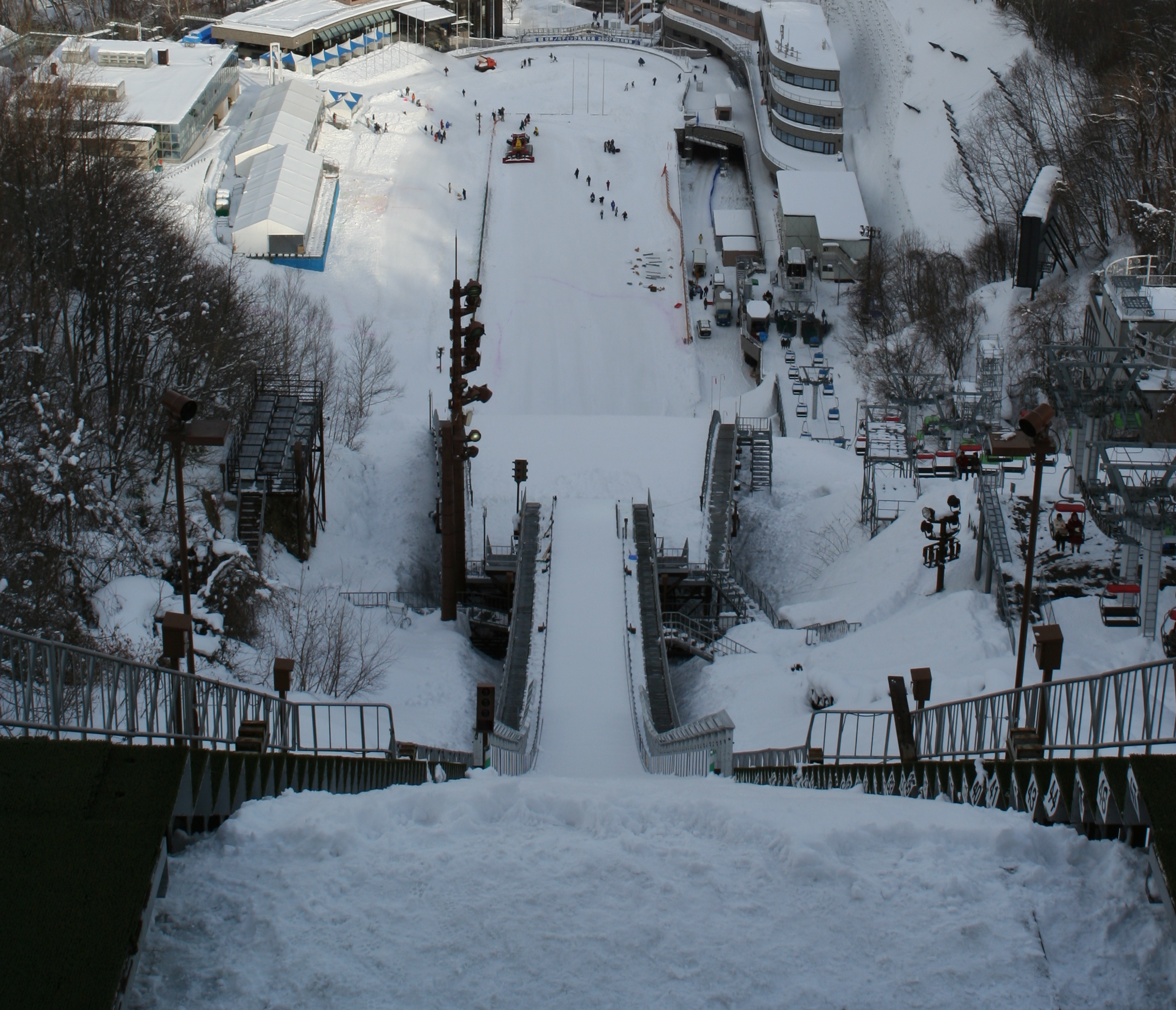
Blick von der Ōkurayama-Schanze

Weltmeister 2005:  Österreich (Wolfgang Loitzl, Andreas Widhölzl, Thomas Morgenstern, Martin Höllwarth)

Olympiasieger 2006:  Österreich (Andreas Widhölzl, Andreas Kofler, Martin Koch, Thomas Morgenstern)
Datum: 25. Februar 2007
```
Sprungdaten im Detail:
Österreich 1000,2 (Loitzl 262,8 125,0 m / 133,5 m; Schlierenzauer 226,3 123,5 / 117,5; Kofler 272,8 130,0 / 128,5; Morgenstern 248,3 126,0 / 125,0)
Norwegen 953,3 (Hilde 249,4 122,5 / 130,5; Bardal 222,3 119,0 / 114,5; Jacobsen 222,7 122,0 / 117,0; Ljøkelsøy 268,9 134 / 126,5)
Japan 905,9 (Tochimoto 198,9 118,0 / 110,0; Okabe 225,8 121,0 / 120,0; Itō 243,3 117,0 / 131,5; Kasai 237,9 128,0 / 117,5)
…
Schweiz 839,1 (Ammann 287,3 136,0 / 135,0; Möllinger 186,2 115 / 106,5; Landert 181,7 113,5 / 105,5; Küttel 185,9 108,0 / 112,5)
Deutschland 837,6 (Hocke 202,5 124,0 / 111,0; Bogner 174,5 102,0 / 113,0; Ritzerfeld 210,3 108,5 / 125,0; Schmitt 240,3 129,0 / 119,5)
```

```
Nach dem ersten Durchgang führte Österreich mit 500,6
 
Punkten vor Norwegen (485,0), Japan (457,2), Polen (454,2), Russland (439,7), Schweiz (432,5), Finnland (429,9) und Deutschland (414,3).

Tschechien (373,8), Slowenien (372,9), Kasachstan (286,9), Kanada (248,6) und die Ukraine (221,2) kamen nicht in die Finalrunde.
```

## Resultate Nordische Kombination Männer

### Sprint (Großschanze HS134/7,5 km)

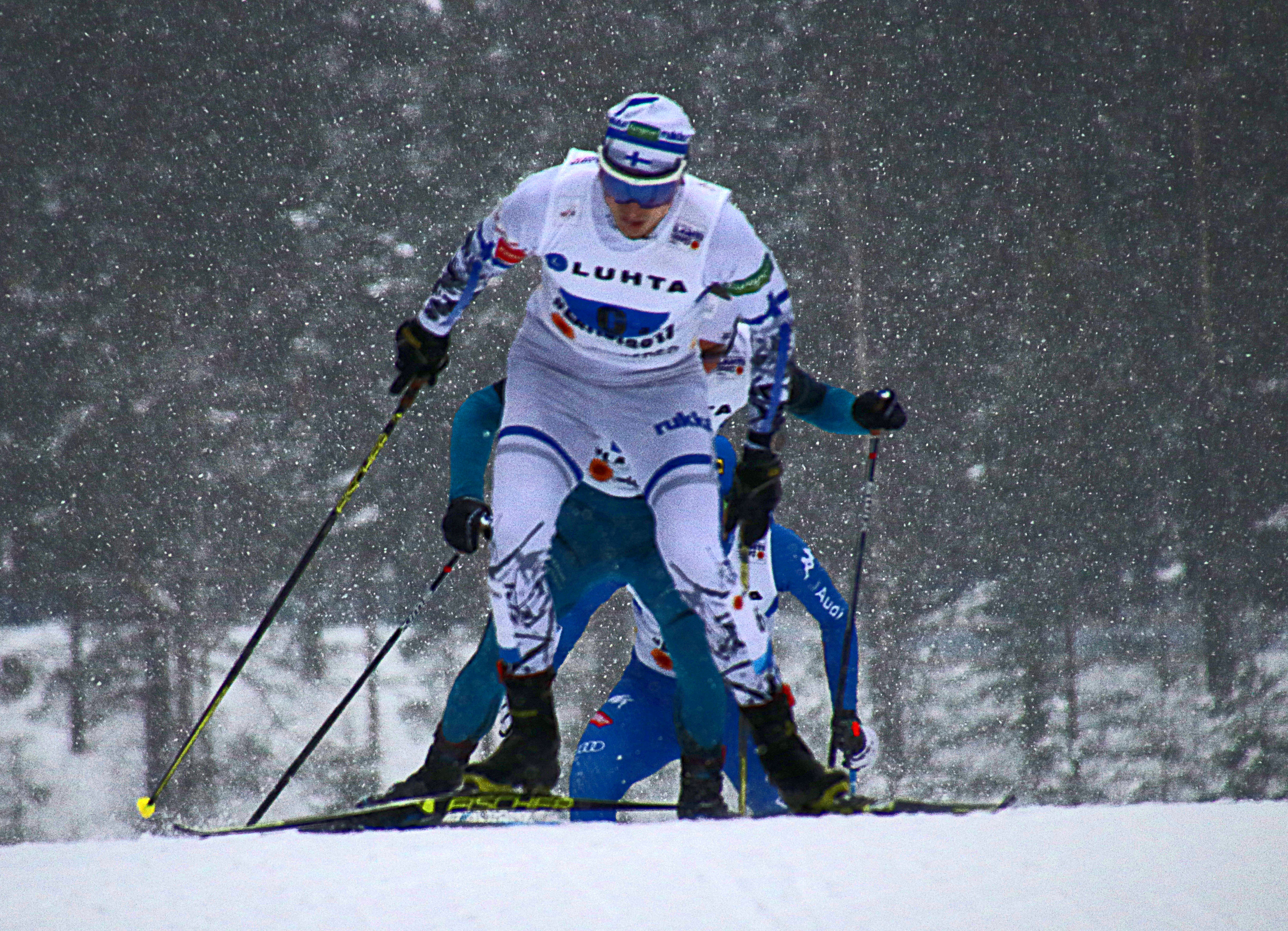
Endlich gelang Hannu Manninen auch bei Weltmeisterschaften ein akzeptabler Sprung und er gewann seinen ersten und einzigen Einzel-WM-Titel

| Platz | Sportler            | Zeit [min] |
| ----- | ------------------- | ---------- |
| 1     | Hannu Manninen      | 17:40,2    |
| 2     | Magnus Moan         | 17:40,5    |
| 3     | Björn Kircheisen    | 18:09,7    |
| 4     | Anssi Koivuranta    | 18:15,4    |
| 5     | Felix Gottwald      | 18:32,3    |
| 6     | Petter Tande        | 18:38,1    |
| 7     | Jason Lamy Chappuis | 18:38,4    |
| 8     | Ronny Ackermann     | 18:38,8    |
| 9     | David Kreiner       | 18:58,1    |
| 10    | Maxime Laheurte     | 18:58,7    |
| 11    | Tino Edelmann       | 19:10,5    |
| 12    | Mario Stecher       | 19:25,1    |
| …     | …                   | …          |
| 16    | Christoph Bieler    | 19:44,6    |
| 18    | Ronny Heer          | 19:50,1    |
| 23    | Andreas Hurschler   | 20:25,4    |
| 28    | Seppi Hurschler     | 20:50,0    |
| 30    | Ivan Rieder         | 21:25,0    |

Weltmeister 2005:  Ronny Ackermann
Olympiasieger 2006:  Felix Gottwald
Datum: 23. Februar 2007

### Einzel (Normalschanze/15 km)
| Platz | Sportler            | Zeit [min] |
| ----- | ------------------- | ---------- |
| 1     | Ronny Ackermann     | 38:35,6    |
| 2     | Bill Demong         | 38:44,1    |
| 3     | Anssi Koivuranta    | 38:44,3    |
| 4     | Christoph Bieler    | 39:34,9    |
| 5     | Felix Gottwald      | 39:42,8    |
| 6     | Hannu Manninen      | 39:51,6    |
| 7     | Björn Kircheisen    | 39:52,3    |
| 8     | Espen Rian          | 40:14,5    |
| 9     | Sebastian Haseney   | 40:25,6    |
| 10    | Magnus Moan         | 40:34,3    |
| 11    | Jaakko Tallus       | 40:50,2    |
| 12    | Michael Gruber      | 41:01,6    |
| 13    | Petter Tande        | 41:03,5    |
| 14    | Ville Kähkönen      | 41:06,0    |
| 15    | Jason Lamy Chappuis | 41:35,0    |
| …     | …                   | …          |
| 17    | Seppi Hurschler     | 41:50,3    |
| 18    | Mario Stecher       | 41:59,0    |
| 21    | Ronny Heer          | 42:29,5    |
| 22    | Eric Frenzel        | 42:31,2    |
| 24    | Andreas Hurschler   | 42:57,1    |
| 29    | Georg Hettich       | 43:51,9    |
| 43    | Ivan Rieder         | 45:57,3    |

Weltmeister 2005:  Ronny Ackermann
Olympiasieger 2006:  Georg Hettich
Datum: 3. März 2007

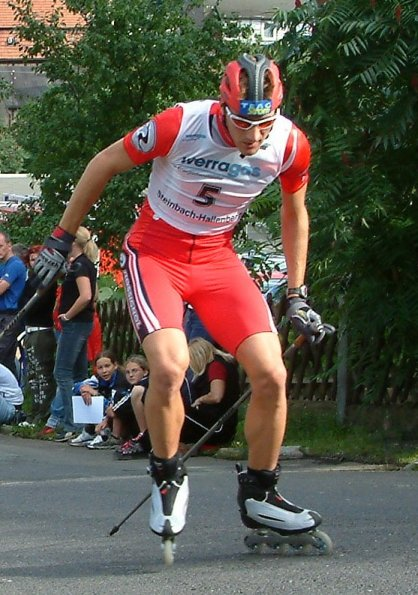
Bereits zum vierten Mal wurde Ronny Ackermann Weltmeister

Ronny Ackermann gewann zum dritten Mal in Folge den WM-Titel in dieser Disziplin.
Der Wettbewerb wurde mit zwei Sprüngen und einem anschließenden Langlauf ausgetragen. Es gab 49 gewertete Teilnehmer.

### Mannschaft (Großschanze/4 × 5 km)
| Platz | Land        | Sportler                                                               | Zeit [min] / Rückstand [min] |
| ----- | ----------- | ---------------------------------------------------------------------- | ---------------------------- |
| 1     | Finnland    | Anssi Koivuranta Janne Ryynänen Jaakko Tallus Hannu Manninen           | 049:14,9                     |
| 2     | Deutschland | Sebastian Haseney Ronny Ackermann Tino Edelmann Björn Kircheisen       | +0:28,4                      |
| 3     | Norwegen    | Håvard Klemetsen Espen Rian Petter Tande Magnus Moan                   | +1:12,0                      |
| 4     | Österreich  | Christoph Bieler David Kreiner Mario Stecher Felix Gottwald            | +1:12,4                      |
| 5     | Schweiz     | Ronny Heer Andreas Hurschler Seppi Hurschler Ivan Rieder               | +3:41,8                      |
| 6     | Frankreich  | Mathieu Martinez François Braud Maxime Laheurte Jason Lamy Chappuis    | +4:09,8                      |
| 7     | Tschechien  | Miroslav Dvořák Pavel Churavý Tomáš Slavík Martin Skopek               | +4:55,4                      |
| 8     | Japan       | Hideaki Nagai Taihei Katō Akito Watabe Norihito Kobayashi              | +5:17,7                      |
| 9     | USA         | Bryan Fletcher Johnny Spillane Eric Camerota Bill Demong               | +5:19,7                      |
| LPD   | Kasachstan  | Konstantin Sokolenko Anton Kankenow Sergej Scharabajew Alexander Gurin |                              |

Weltmeister 2005:  Norwegen (Petter Tande, Håvard Klemetsen, Magnus Moan, Kristian Hammer)

Olympiasieger 2006:  Österreich (Michael Gruber, Christoph Bieler, Felix Gottwald, Mario Stecher)
Datum: 25. Februar 2007
Der Wettbewerb wurde mit zunächst zwei Sprüngen und dem anschließenden Langlauf abgewickelt.

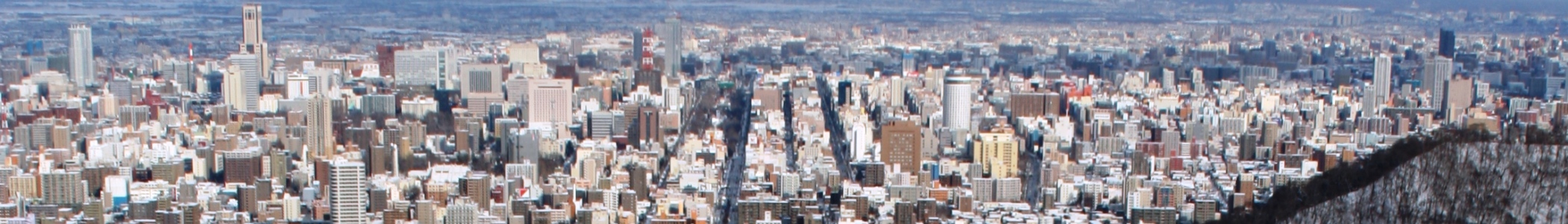
Blick von der Okurayama-Skisprungschanze auf Sapporo